# Jarmo Kaaretkoski
Jarmo Kaaretkoski est un joueur finlandais  de volley-ball né le 12 décembre 1982. Il mesure 1,86 m et joue libero.

## Clubs
| Club                     | Pays     | De        | À         |
| ------------------------ | -------- | --------- | --------- |
| Perungan Pojat Rovaniemi | Finlande | 2001-2002 | 2006-2007 |
| Rovaniemen Santasport    | Finlande | 2007-2008 | 2007-2008 |
| Pielaveden Sampo         | Finlande | 2008-2009 | 2008-2009 |

## Palmarès
- Championnat de Finlande : 2008

## Équipe nationale
Jarmo Kaaretkoski a disputé son 1er match contre l'Équipe d'Espagne de volley-ball en 2007.